# ホンダ・インテグラ
インテグラ（INTEGRA、型格）は、本田技研工業が生産・販売する乗用車である。

## 初代 AV/DA1/2型（1985-1989年）

### 概要
1985年（昭和60年）にクイントがフルモデルチェンジされ「クイントインテグラ」としてデビューした。当時としては珍しい全車DOHC搭載という、スポーティなイメージを売りにして発売され、3ドアハッチバッククーペ（以下3ドアクーペ）/5ドアハッチバックセダン（以下5ドアハッチバック）と4ドアノッチバックセダン（以下4ドアセダン）のラインナップを持つ。先代クイントが商業的に失敗したため、そのイメージを払拭するべく3ドアクーペのみを2月20日に先行発売し、5ドアハッチバックは11月1日に、そして後発の4ドアセダンは1986年10月25日に発売された。さらに、アメリカでは高級車ブランド「アキュラ」から、レジェンドに次ぐ2車種目として発売された。型式名は、3ドアハッチバック(ZC型エンジン)がE-AV、4ドアセダン/5ドアハッチバックでZC型エンジン搭載車がE-DA1、EW型エンジン搭載車がE-DA2。機種コードは、3ドアクーペがSD2、4ドアセダン/5ドアハッチバックがSE7。
デザインは日米共同で進められ、全体のスタイルの特徴として、1985年（昭和60年）6月に登場する3代目アコードを小型化したようなスタイルで、当時のホンダ車に多かったリトラクタブル・ヘッドライトを採用している。
1987年（昭和62年）10月のマイナーチェンジによって、ZC型（PGM-FI仕様）のエンジン出力が120PS（NET値）から130PSへとパワーアップされた。外観上の変更はフロントバンパーのデザイン変更程度であったが、内装は細部に使い勝手の向上が図られた。足回りは基本的にシビックおよびCR-Xと共通であったが、この車のキャラクターに合わせ若干マイルドな味付けが施されていた。この足回りは当時、米『カー・アンド・ドライバー』誌で高評価を得ている。
当時ホンダがイギリスのローバー社と提携していた関係で、オーストラリアではこのモデル（5ドアハッチバックのみ）のバッジエンジニアリング車がローバー・416iとして1986年（昭和61年）から1990年（平成2年）にかけて販売されていた。
1989年4月まで販売され、国内新車登録台数は14万4,814台。

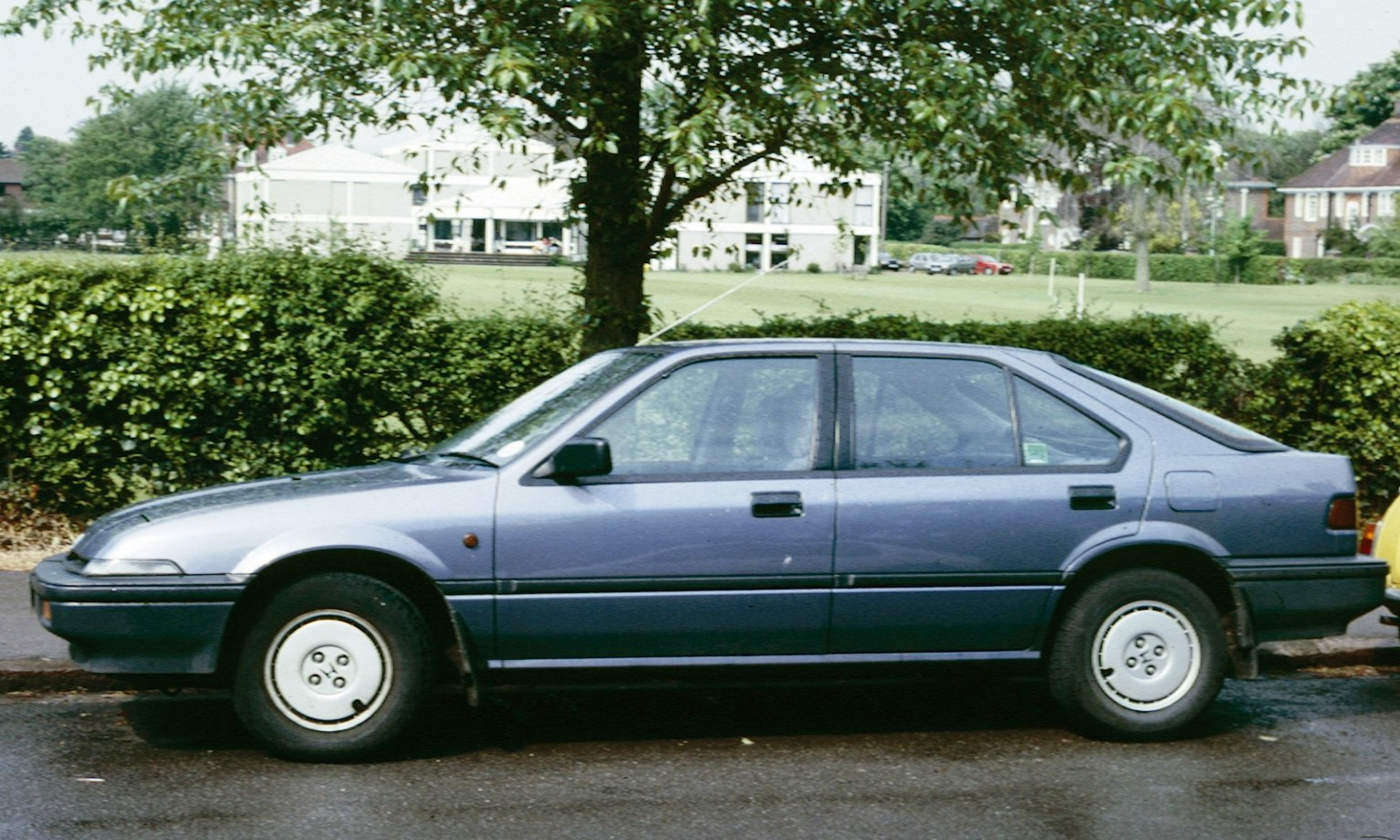
5ドア 英国仕様
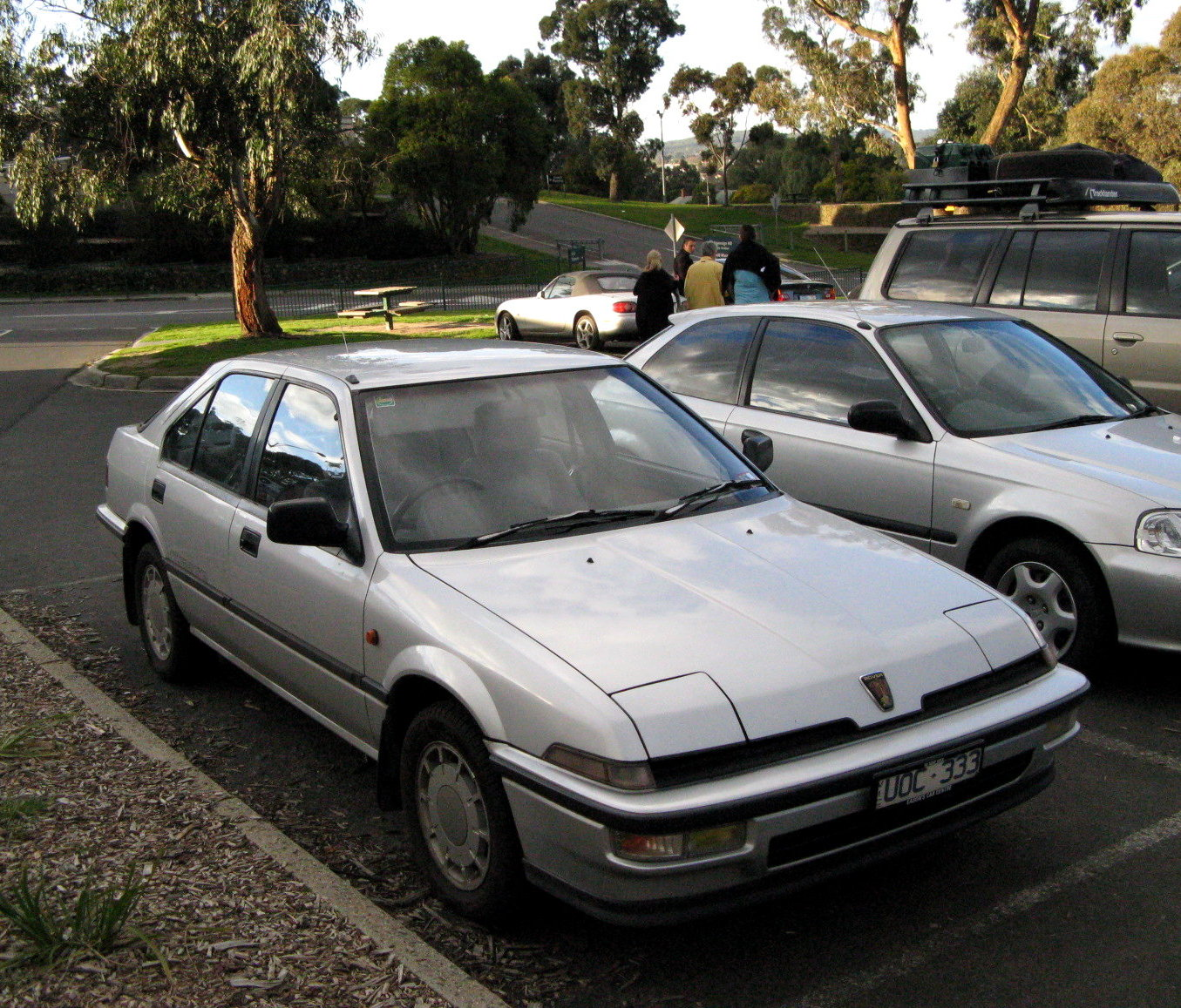
ローバー・416i

### 搭載エンジン
発売当初は専用に開発されたZC型・直列4気筒DOHC16バルブエンジンのみを搭載し、PGM-FI仕様は基本的にシビックおよびCR-Xの「Si」と同じものであるが、クイントインテグラ専用にシングルキャブレター仕様も開発された。ヘッドカバーは当時のF1と同じブラウンに塗られている。シングルキャブレター仕様の5速MT車では、15km/L（10モード燃費）という低燃費を実現している。
4ドアセダンがラインナップに加わった際に、シビックの普及モデルと共通のEW型・直列4気筒SOHC12バルブエンジン（1.5L・シングルキャブレター仕様）が搭載され、発表以来の売りの一つであった全車DOHC搭載ではなくなった。なお、4ドアセダンは日本国内専用車であった。
ZC型（PGM-FI仕様）
- エンジン種類：水冷直列4気筒横置き
- 弁機構：DOHCベルト駆動 吸気2 排気2
- 排気量：1,590cc
- 内径×行程：75.0mm×90.0mm
- 圧縮比：9.3
- 最高出力：135PS/6,500rpm（グロス値）→120PS/6,500rpm（ネット値）→130PS/6,800rpm（ネット値）
- 最大トルク：15.5kgf·m/5,000rpm（グロス値）→14.0kgf·m/5,000rpm（ネット値）→14.7kgf·m/5,700rpm（ネット値）
- 燃料供給装置形式：電子制御燃料噴射式（ホンダPGM-FI）
- 使用燃料種類：無鉛レギュラーガソリン
- 燃料タンク容量：50L

ZC型（キャブレター仕様）
- エンジン種類：水冷直列4気筒横置き
- 弁機構：DOHCベルト駆動 吸気2 排気2
- 排気量：1,590cc
- 内径×行程：75.0mm×90.0mm
- 圧縮比：9.3
- 最高出力：115PS/6,500rpm（グロス値）→100PS/6,500rpm（ネット値）
- 最大トルク：13.8kgf·m/4,000rpm（グロス値）→12.8kgf·m/4,000rpm（ネット値）
- 燃料供給装置形式：キャブレター
- 使用燃料種類：無鉛レギュラーガソリン
- 燃料タンク容量：初代ZC型（PGM-FI仕様）を参照

EW型
- エンジン種類：水冷直列4気筒横置き
- 弁機構：CVCC SOHCベルト駆動 吸気2 排気1
- 排気量：1,488cc
- 内径×行程：74.0mm×86.5mm
- 圧縮比：9.2
- 最高出力：76PS/6,000rpm（ネット値）
- 最大トルク：11.8kgf·m/3,500rpm（ネット値）
- 燃料供給装置形式：キャブレター
- 使用燃料種類：無鉛レギュラーガソリン
- 燃料タンク容量：初代ZC型（PGM-FI仕様）を参照

## 2代目 DA5/6/7/8/DB1/2型（1989-1993年）

### 概要
1989年（平成元年）にフルモデルチェンジ。このモデルから単独名の「インテグラ」となる。広告にはバック・トゥ・ザ・フューチャーシリーズで人気のあったマイケル・J・フォックスが起用され、日本語で「カッコインテグラ」「調子インテグラ」「気持ちインテグラ」と言うCMが話題となった。4代目シビック（EF型）とサスペンション部品を共有し、初のVTEC搭載車であるのも特徴。北米では先代に引き続きアキュラブランドで販売され、人気を博した。型式名は3ドアハッチバックでZC型エンジン搭載車がDA5、B16A型がDA6、4ドアセダンでZC型エンジン搭載車がDA7、B16AがDA8、B18BがDB1となる。機種コードは、3ドアクーペがSK7、4ドアハードトップがSK8。
ボディは3ドアクーペ（4月20日発売）と、4ドアハードトップ（5月12日発売）との2種類。発売当初のグレードは3ドアがXSi（B16A型VTEC搭載グレード）、RSi（XSiの廉価版という位置付けで、パワステ、エアコン、パワーウィンドウ等が省略されている）、ZXi（SOHC版ZCのPGM-FI仕様）、RXi（ZXiからホイールキャップ等を省略したグレード）、TXi（デビューから1年で消滅）の5グレード構成で、4ドアがXSi（B16A型VTEC搭載グレード）、ZXi（SOHC版ZCのPGM-FI仕様）、RXi（ZXiからボディ同色アウタードアハンドルやホイールキャップ等を省略したグレード）、ZX（RXiから装備を省いたグレードで、エンジンはZCのCVデュアルキャブ仕様）、RX（4ドアの最下級グレード）の5グレード構成であった。途中でZXエクストラ（ZXiとあまり変わらない装備で、エンジンはZCのCVデュアルキャブ仕様）が、マイナーチェンジの際にESi（運転席8ウェイパワーシートやキーレスエントリーシステムを装備したグレードで、エンジンは1,800ccのB18B型エンジンを搭載）が4ドアに追加された。
2代目インテグラは当時の「4ドアハードトップブーム」も手伝って若者から熟年層まで幅広い世代で大人気となり、1989年（平成元年）7月には4ドアと3ドア合わせて9,755台を販売し当時のホンダのドル箱の一つであった。
1992年8月に、特別仕様車であるZX スペシャル・セレクトが発売され1993年5月まで販売された。
1993年4月にクーペの生産終了。在庫対応分のみの販売となる。
1993年5月にクーペが3代目と入れ替わって販売終了。
1993年6月にハードトップの生産終了。在庫対応分のみの販売となる。
1993年7月にハードトップが3代目と入れ替わって販売終了。
なお、このモデル（1991年式4ドアハードトップタイプ、1.6L/5速MT）は、第125代天皇・明仁（現・上皇）のプライベートの愛車であり、公道に出ることはないが、週末にテニスや散策をする際など、上皇后美智子を乗せて皇居内を運転していた。退位直前の2019年1月に運転免許を更新せずに返納した為、現在は運転していない。

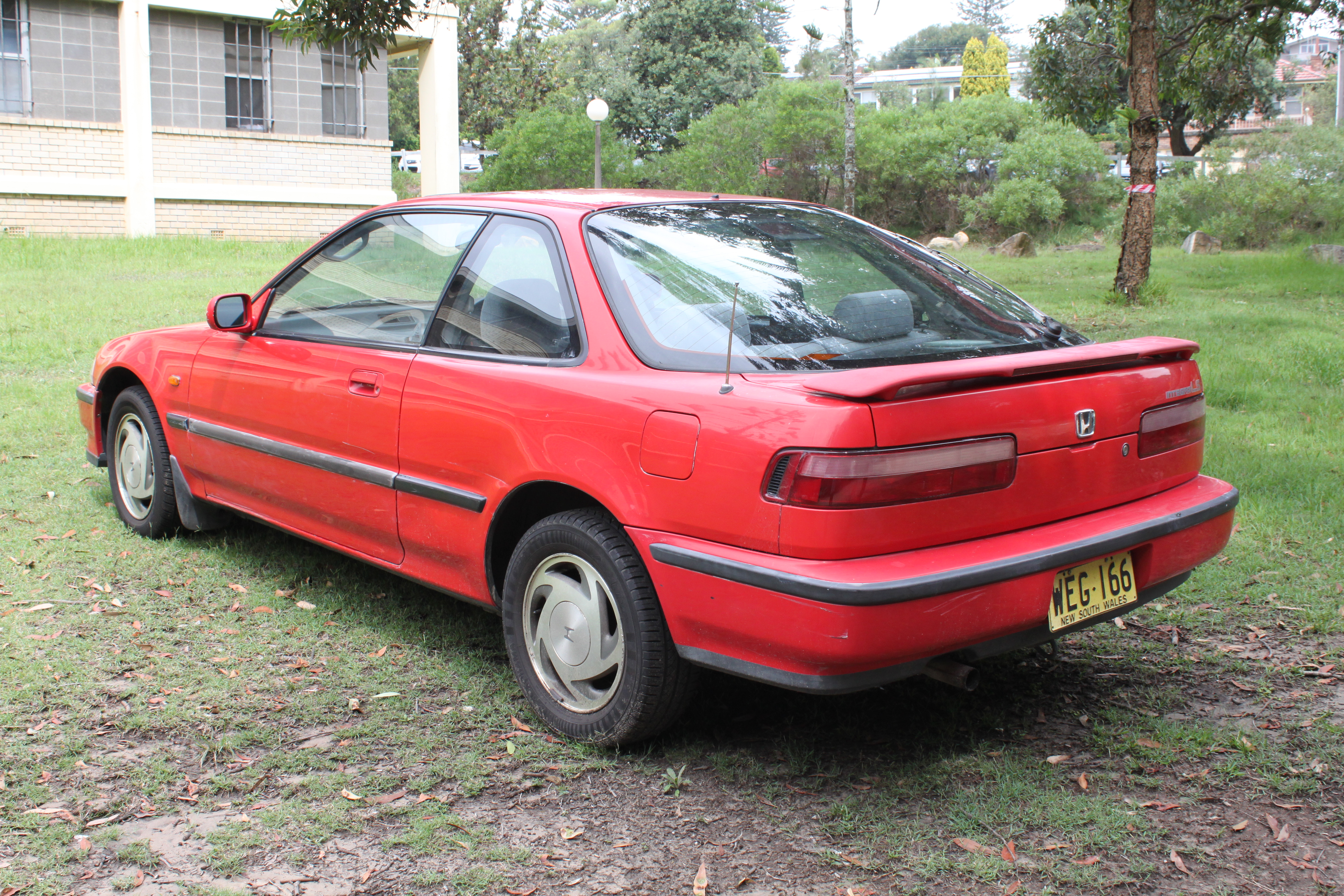
3ドア 豪州仕様 後
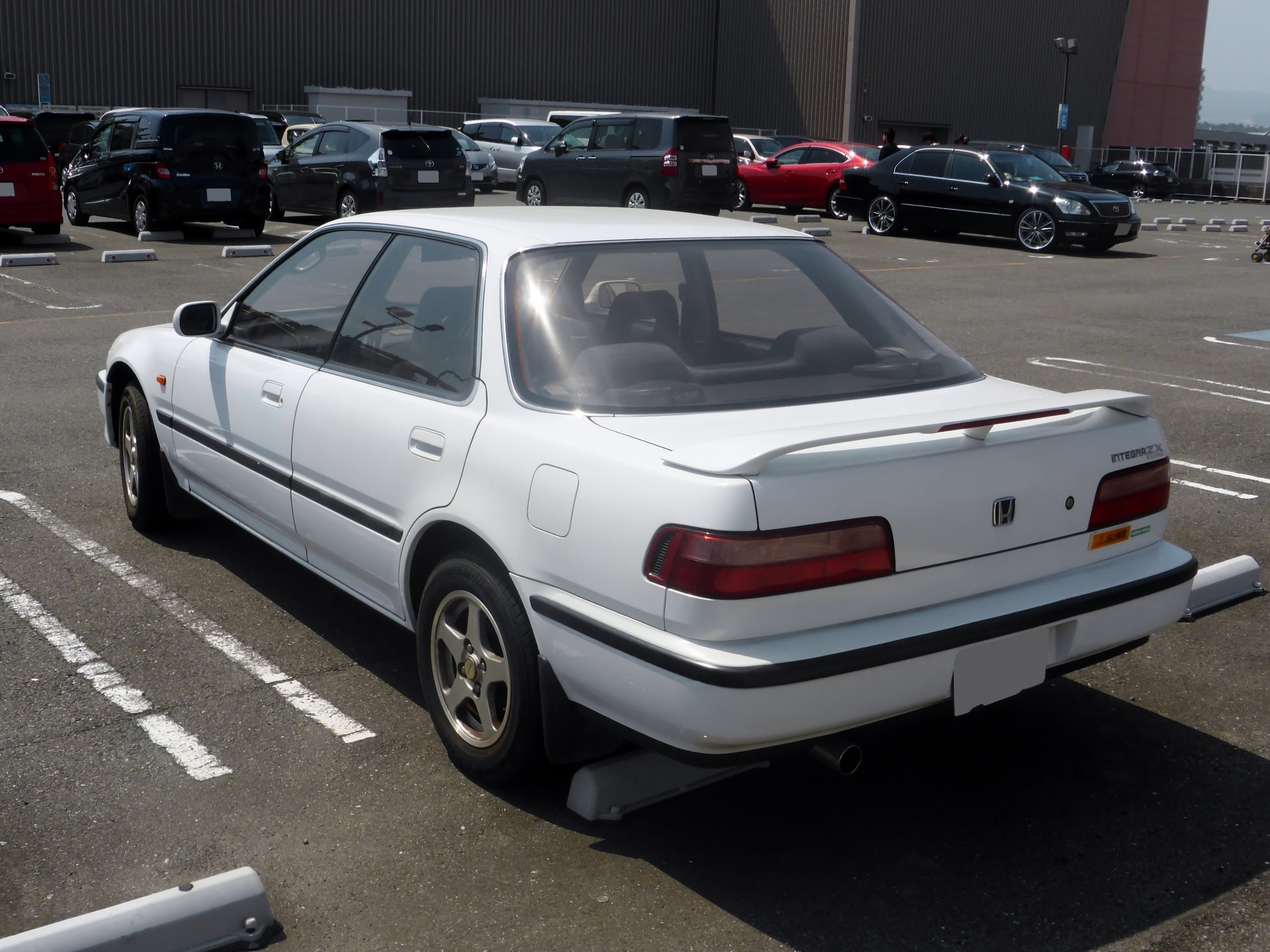
4ドア 日本仕様 後
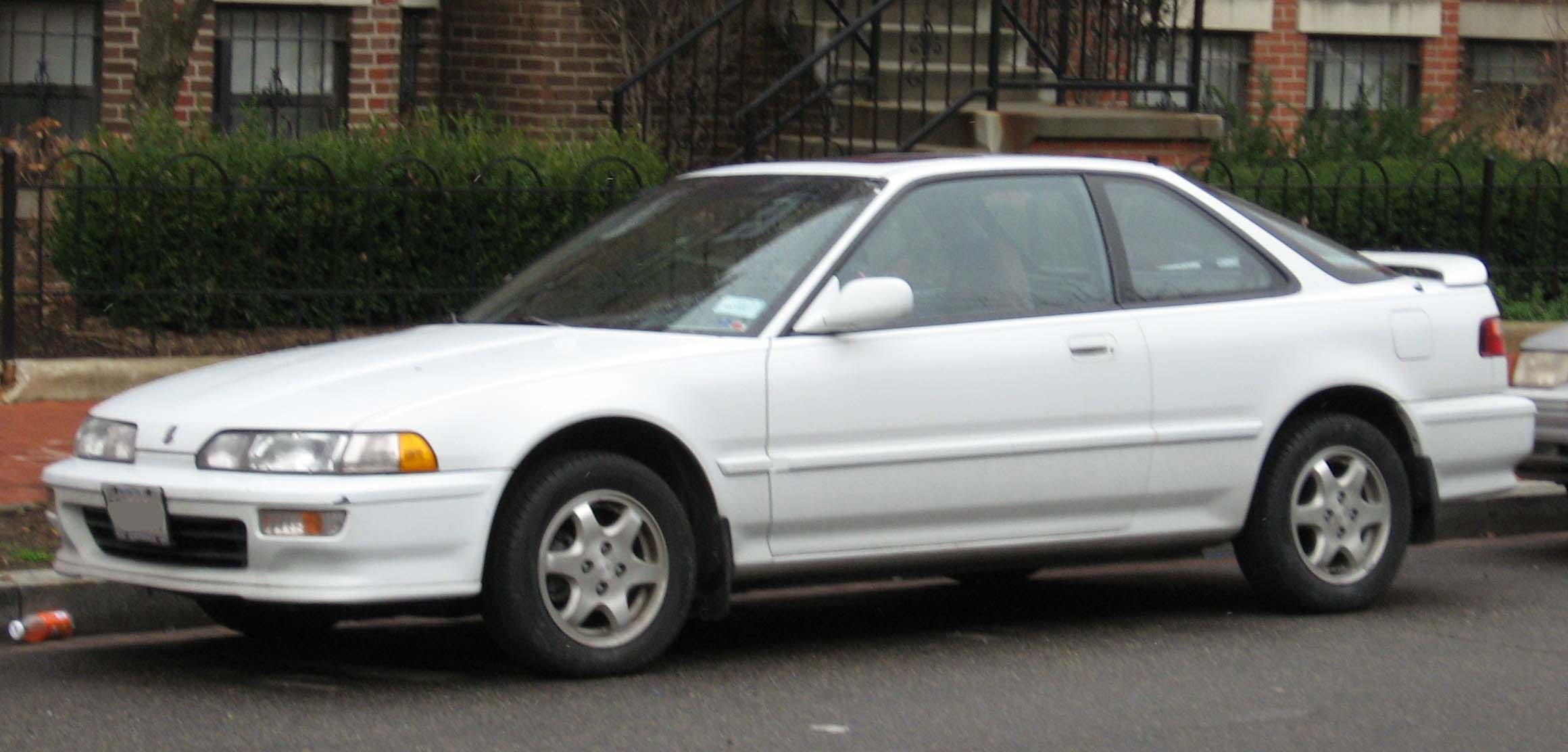
アキュラ・インテグラ (3ドア)
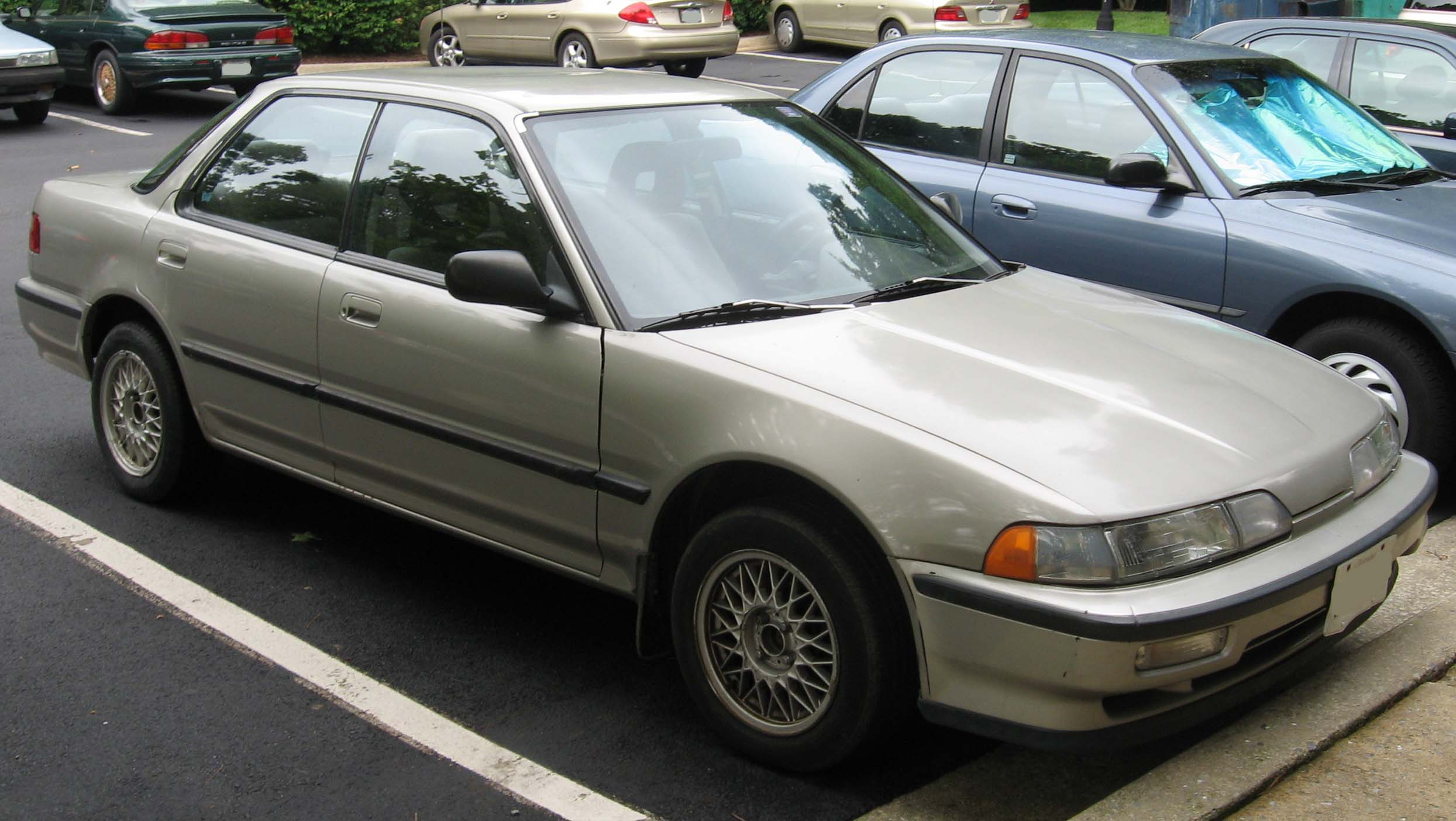
アキュラ・インテグラ (4ドア)

### 搭載エンジン
エンジンは発売当初B16A型（160PS:MT/150PS:AT）とZC型（120PS:PGM-FI/105PS:CVデュアルキャブ）の2種類であったが、後にB18B型（140PS）を搭載したグレード「ESi」を4ドアに追加。
マイナーチェンジ後、B16A型は5代目シビック（EG型）およびCR-X デルソルと同じ170PS（MT）へとパワーアップされた。北米では当初B18B型とZC型の2種類であったが、後にB16A型のストロークを変更し排気量を拡大したB17A型も追加されている。
B16A型
- エンジン種類：水冷直列4気筒横置き
- 弁機構：DOHCベルト駆動 吸気2 排気2 VTEC
- 排気量：1,595cc
- 内径×行程：81.0mm×77.4mm
- 圧縮比：10.2
- 最高出力：160PS/7,600rpm→170PS/7,800rpm（MT）、150ps/7,100rpm→155PS/7,300rpm（AT）
- 最大トルク：15.5kgf·m/7,000rpm→15.6kgf·m/7,300rpm（MT）、15.3kgf·m/6,000rpm→15.6kgf·m/6,500rpm（AT）
- 燃料供給装置形式：電子制御燃料噴射式（ホンダPGM-FI）
- 使用燃料種類：無鉛プレミアムガソリン
- 燃料タンク容量：50L

ZC型（PGM-FI仕様）
- エンジン種類：水冷直列4気筒横置き
- 弁機構：SOHCベルト駆動 吸気2 排気2
- 排気量：1,590cc
- 内径×行程：75.0mm×90.0mm
- 圧縮比：9.1
- 最高出力：120PS/6,300rpm
- 最大トルク：14.5kgf·m/5,500rpm
- 燃料供給装置形式：電子制御燃料噴射式（ホンダPGM-FI）
- 使用燃料種類：無鉛レギュラーガソリン
- 燃料タンク容量：2代目ZC型（PGM-FI仕様）を参照

ZC型（キャブレター仕様）
- エンジン種類：水冷直列4気筒横置き
- 弁機構：SOHCベルト駆動 吸気2 排気2
- 排気量：1,590cc
- 内径×行程：75.0mm×90.0mm
- 圧縮比：9.1
- 最高出力：105PS/6,300rpm
- 最大トルク：13.8kgf·m/4,500rpm
- 燃料供給装置形式：キャブレター（CVデュアルキャブ）
- 使用燃料種類：無鉛レギュラーガソリン
- 燃料タンク容量：2代目ZC型（PGM-FI仕様）を参照

B18B型
- エンジン種類：水冷直列4気筒横置き
- 弁機構：DOHCベルト駆動 吸気2 排気2
- 排気量：1,834cc
- 内径×行程：81.0mm×89.0mm
- 圧縮比：9.2
- 最高出力：140PS/6,300rpm
- 最大トルク：17.4kgf·m/5,000rpm
- 燃料供給装置形式：電子制御燃料噴射式（ホンダPGM-FI）
- 使用燃料種類：無鉛レギュラーガソリン
- 燃料タンク容量：2代目ZC型（PGM-FI仕様）を参照

## 3代目 DC1/2/DB6/7/8/9型（1993-2001年）

### 概要
1993年に3代目へフルモデルチェンジ（5月21日：3ドアクーペ、7月23日：4ドアハードトップ）。5代目シビック（EG型）とプラットフォームを共有する。初期型のヘッドライトは丸目4灯（うちプロジェクター2灯）であったが、日本国内では販売が振るわず、2年後の1995年8月に行われた最初のマイナーチェンジで横長のヘッドライトに変更された。これ以降がいわゆる後期型となる。なお、輸出仕様は終始丸目4灯のまま不変であったほか、日本国内でも3ドア「SiR-II」は丸目4灯仕様のまま、1998年1月に廃止されるまで存置された。なお、丸目4灯の前期と後期ではフロントバンパーのくりぬき形状が異なる。
エンジンはB18C型（180PS）の他、B18B型（145PS、4ドア専用）、ZC型（120PS:PGM-FI および 105PS:CVデュアルキャブ）の3種類。駆動形式は基本的にFFであるが、ZC型（PGM-FI仕様）搭載の4ドアハードトップには、インテグラの歴史の中で唯一のリアルタイム4WD（デュアルポンプ・システム）も設定された。
- 1995年8月24日[7] – 高性能モデル「タイプR」が、3ドアクーペと4ドアハードトップにそれぞれ設定された。同時に行われたマイナーチェンジでヘッドライトが変更された他、B18BとZCキャブレター仕様が廃止された。(タイプRは10月16日、3ドアクーペおよび4ドアハードトップは9月1日の発売。)
- 1996年9月19日[8] – 一部改良（発売は翌9月20日。）。安全装備の充実化、メーカーオプションの価格改定。
- 1998年1月29日 – マイナーチェンジ。ABS、両席用SRSエアバッグシステムが全車標準装備となり、ヘッドライト、テールランプ、リアバンパーなどが変更された。また、プロジェクター4灯ヘッドライトの3ドア「SiR-II」が廃止。
- 1998年5月25日[9] – ホンダベルノ20周年を記念した特別仕様車「スーパースタイル」を発売。3ドアクーペおよび4ドアハードトップのTiをベースに、エアロパーツや専用デカール、専用色ホイールキャップなどを装備する。
- 1999年7月29日[10] – 一部改良（発売は翌7月30日。）。エクステリアの充実化やディスチャージヘッドライトのオプション設定など。
- 1999年9月21日[11] – 特別仕様車「グラッドスタイル」を発売。4ドアハードトップTiをベースに、キーレスエントリーやマニュアルエアコン、CDプレーヤーなどを装備する。
- 2000年4月13日[12] – 4ドアハードトップの特別仕様車「ハイグラッドスタイル」を発売。
- 2001年6月[13] – 生産終了。在庫対応分のみの販売となる。
- 2001年7月 – 4代目とバトンタッチして販売終了。

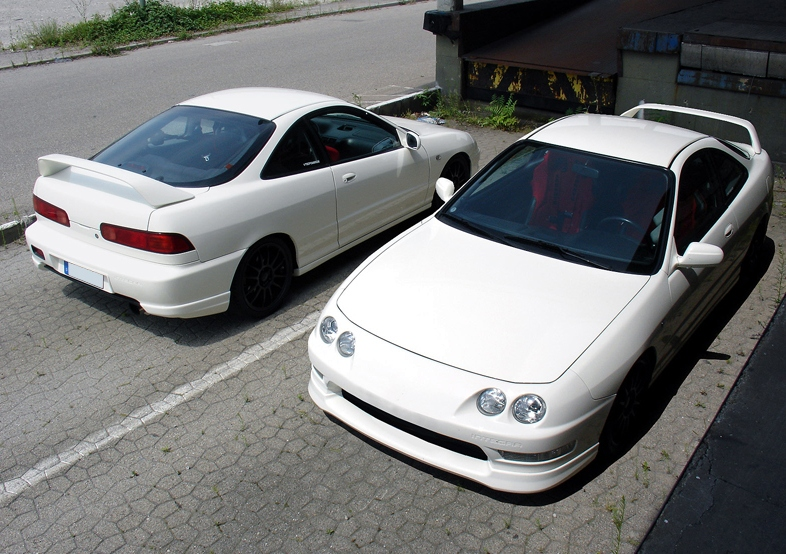
3ドア 米国仕様
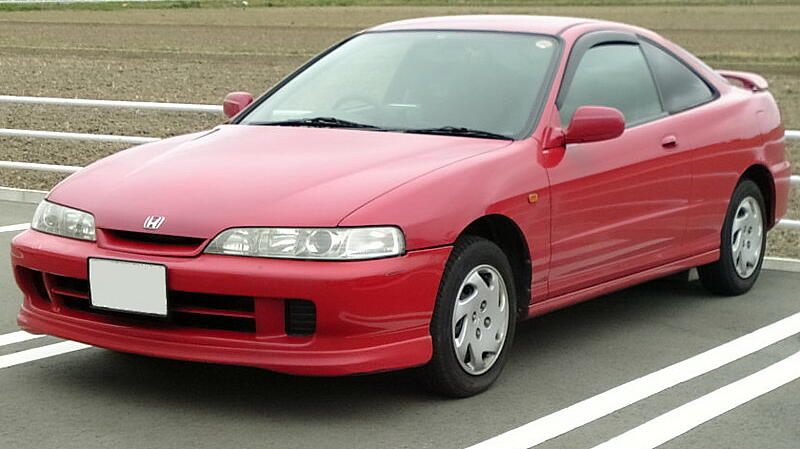
3ドア 1995年型
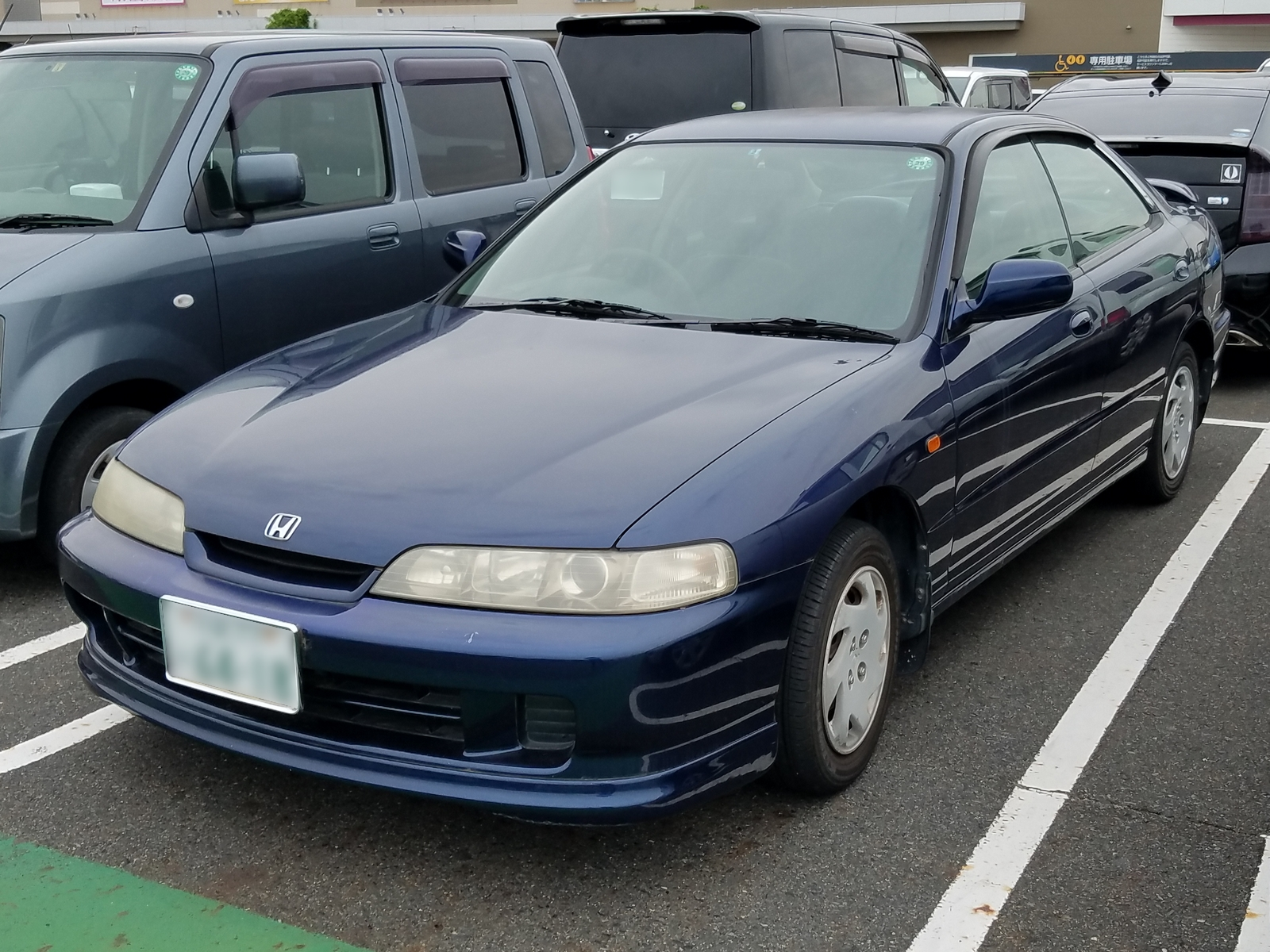
4ドア 1995年型
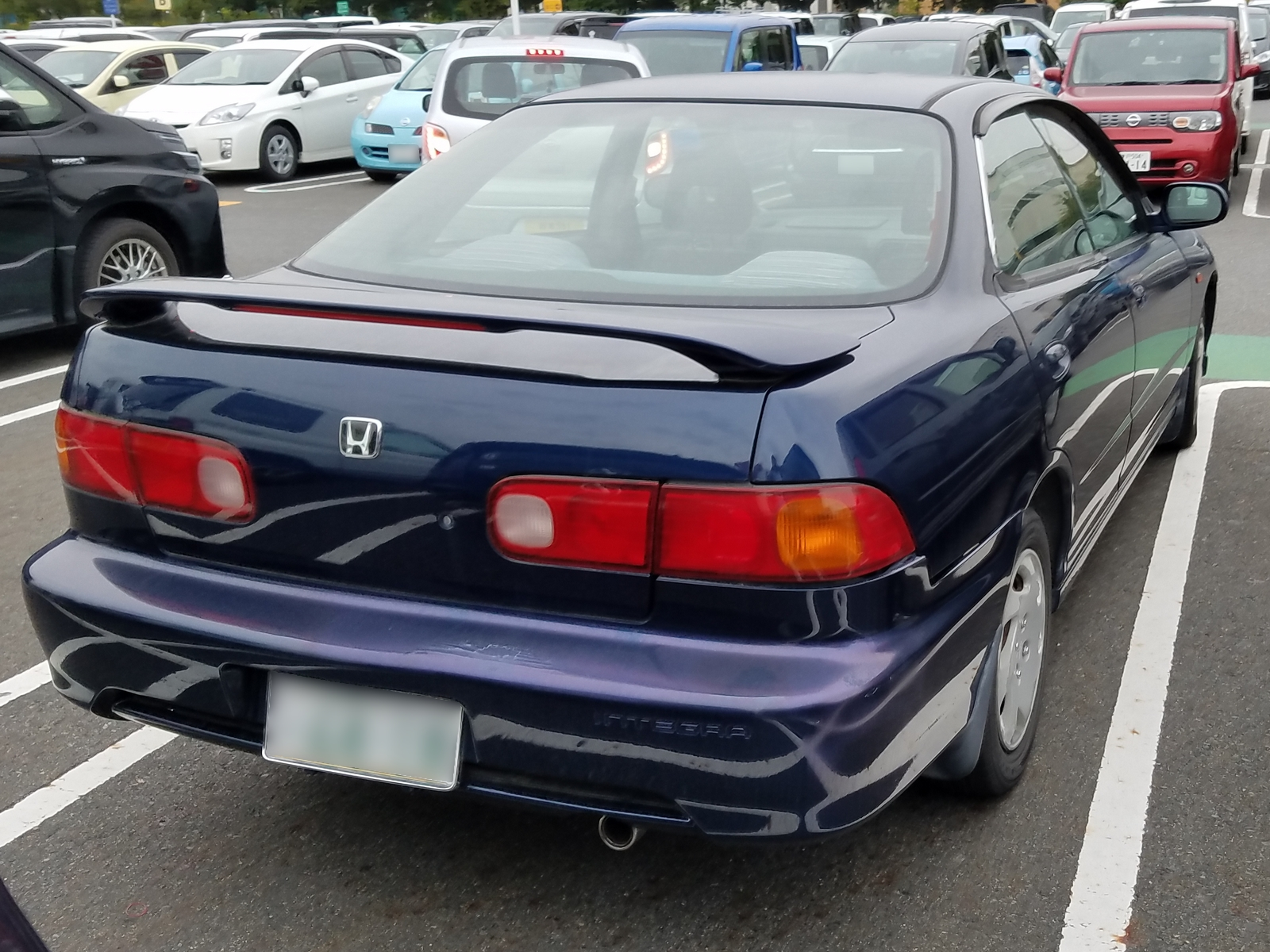
4ドア 1995年型

### 搭載エンジン
B18C型
- エンジン種類：水冷直列4気筒横置き
- 弁機構：DOHCベルト駆動 吸気2 排気2 VTEC
- 排気量：1,797cc
- 内径×行程：81.0mm×87.2mm
- 圧縮比：10.6
- 最高出力：180PS/7,600rpm（MT）、170PS/7,200rpm（AT）
- 最大トルク：17.8kgf·m/6,200rpm（MT）、17.8kgf·m/6,000rpm（AT）
- 燃料供給装置形式：電子制御燃料噴射式（ホンダPGM-FI）
- 使用燃料種類：無鉛プレミアムガソリン
- 燃料タンク容量：50L

B18B型
- エンジン種類：水冷直列4気筒横置き
- 弁機構：DOHCベルト駆動 吸気2 排気2
- 排気量：1,834cc
- 内径×行程：81.0mm×89.0mm
- 圧縮比：9.2
- 最高出力：145PS/6,300rpm
- 最大トルク：17.4kgf·m/5,200rpm
- 燃料供給装置形式：電子制御燃料噴射式（ホンダPGM-FI）
- 使用燃料種類：無鉛レギュラーガソリン
- 燃料タンク容量：50L

ZC型（PGM-FI仕様）
- エンジン種類：水冷直列4気筒横置き
- 弁機構：SOHCベルト駆動 吸気2 排気2
- 排気量：1,590cc
- 内径×行程：75.0mm×90.0mm
- 圧縮比：9.1
- 最高出力：120PS/6,300rpm
- 最大トルク：14.5kgf·m/5,500rpm
- 燃料供給装置形式：電子制御燃料噴射式（ホンダPGM-FI）
- 使用燃料種類：無鉛レギュラーガソリン
- 燃料タンク容量：50L

ZC型（キャブレター仕様）
- エンジン種類：水冷直列4気筒横置き
- 弁機構：SOHCベルト駆動 吸気2 排気2
- 排気量：1,590cc
- 内径×行程：75.0mm×90.0mm
- 圧縮比：9.1
- 最高出力：105PS/6,300rpm
- 最大トルク：13.8kgf·m/4,500rpm
- 燃料供給装置形式：キャブレター（CVデュアルキャブ）
- 使用燃料種類：無鉛レギュラーガソリン
- 燃料タンク容量：50L

## 4代目 DC5型（2001-2007年）

### 概要
2001年7月2日に4代目へフルモデルチェンジ。7代目シビック（EU/EP型）とプラットフォームを共有し、廃止されたプレリュードの後継も担うことになった事から全幅が1,725mmまで拡大され、インテグラでは初の全車3ナンバーサイズとなった。ボディタイプも4ドアハードトップが廃止され、3ドアクーペのみとなった。アキュラブランドでは「RSX」として販売された。
エンジンはK20A型を搭載し、標準車のグレードは「iS」（160PS）の1種類のみ。トランスミッションは5速MTと5速ATから選択可能。高性能グレードの「タイプR」も先代に引き続き設定された。
フロントサスペンションは生産性やプラットホーム他車種流用のコスト削減の理由から、マクファーソンストラットながらダブルウィッシュボーンの性能を求めた「トーコントロールリンクストラット」に変更した。
2004年9月16日、マイナーチェンジを実施。「iS」に代わり「タイプS」が設定され、ヘッドライト形状の変更や、ボディカラーの追加および変更、盗難対策としてイモビライザーが標準装備された。
2006年4月、クーペ型乗用車市場低迷の影響を受け、日本での生産終了が発表された。
2006年9月、生産終了。流通在庫分のみの販売となる。
2007年2月、最後まで残った流通在庫分が完売し販売終了。

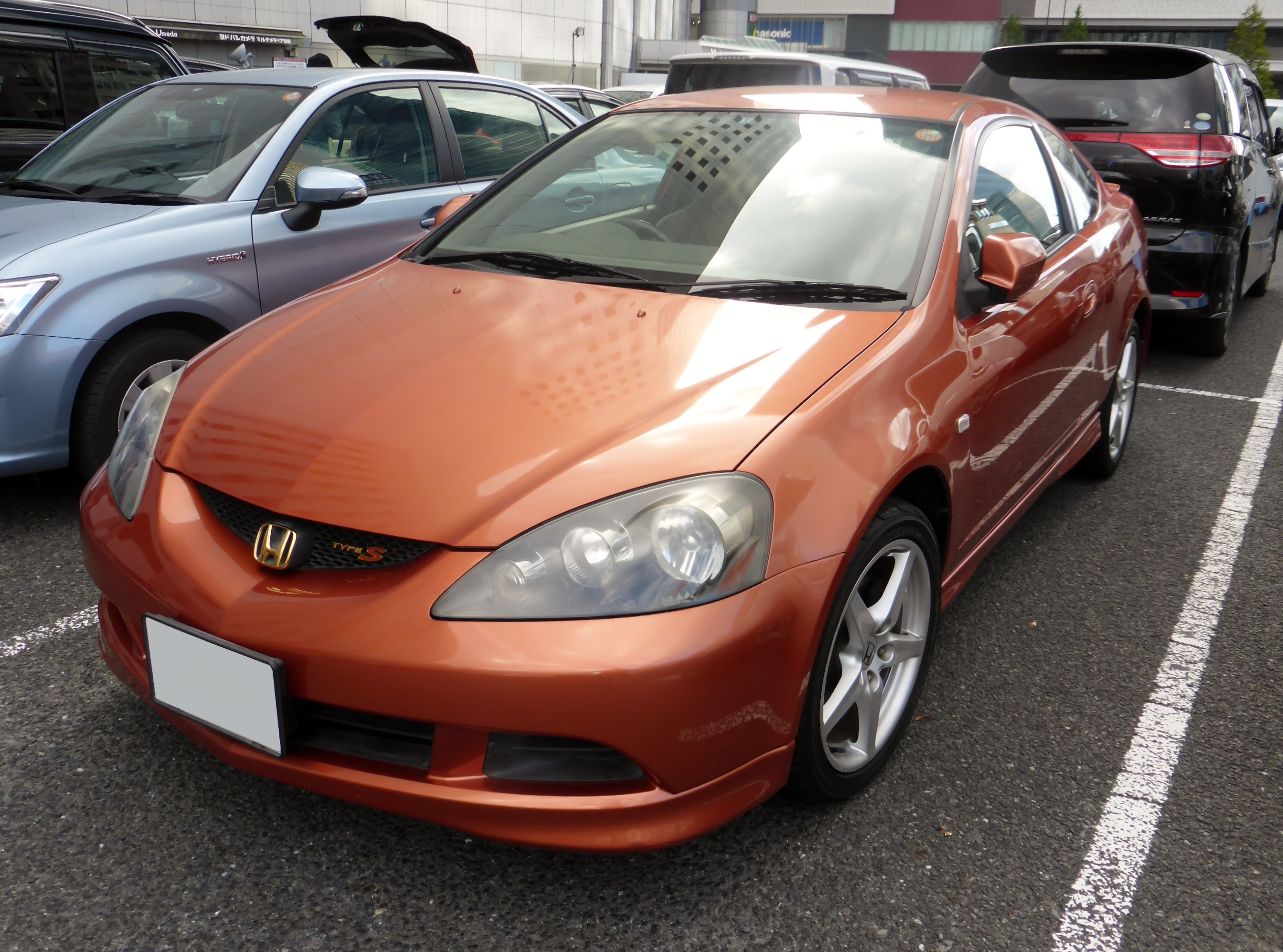
タイプS（2004年型）
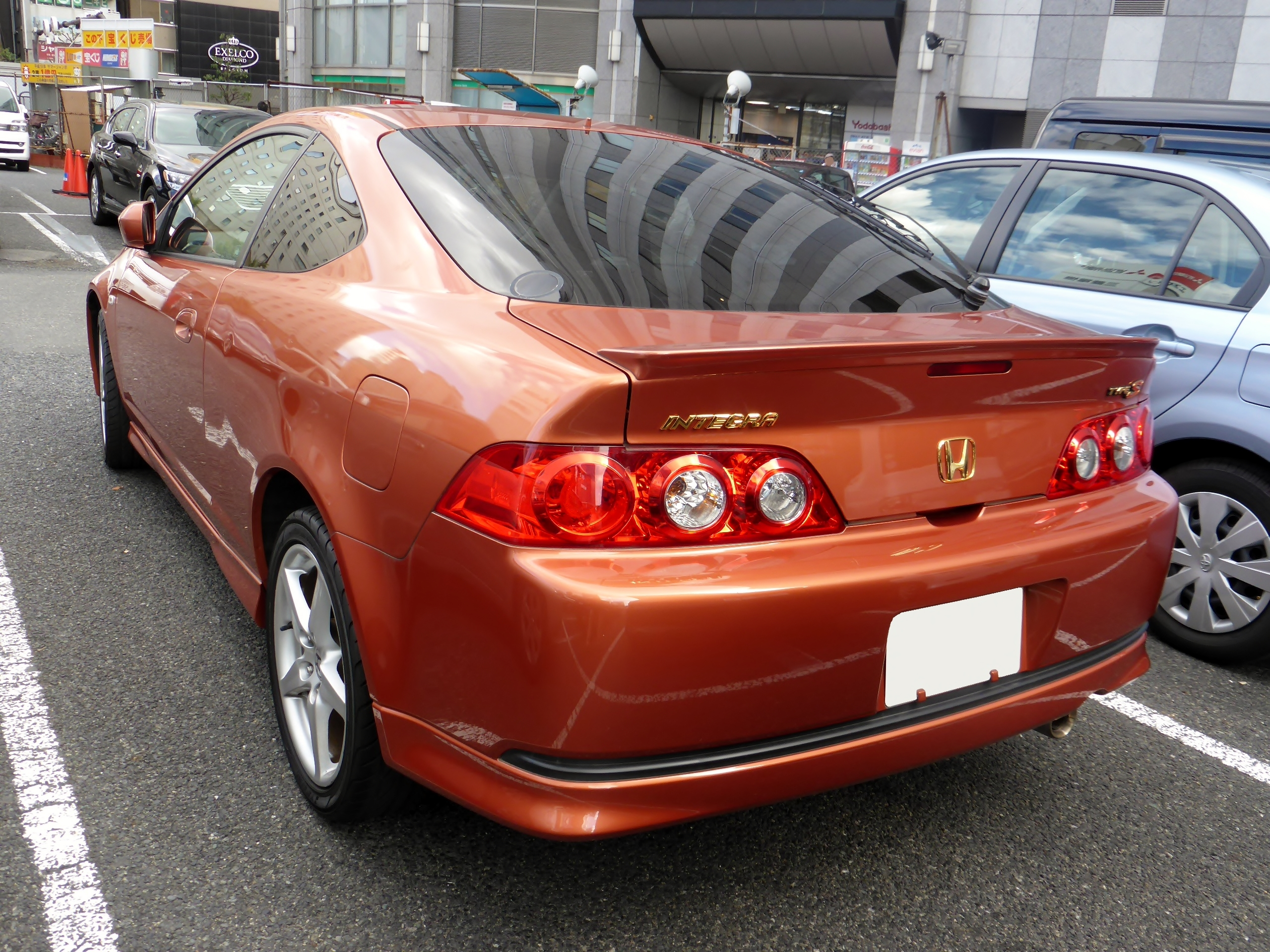
タイプS（2004年型）

### 搭載エンジン
K20A型
- エンジン種類：水冷直列4気筒横置き
- 弁機構：DOHCチェーン駆動 吸気2 排気2 i-VTEC
- 排気量：1,998cc
- 内径×行程：86.0mm×86.0mm
- 圧縮比：9.8
- 最高出力：160PS/6,500rpm
- 最大トルク：19.5kgf·m/4,000rpm
- 燃料供給装置形式：電子制御燃料噴射式（ホンダPGM-FI）
- 使用燃料種類：無鉛レギュラーガソリン
- 燃料タンク容量：50L

## 5代目 中国仕様（2021年 - ）
5代目インテグラは北米仕様と合わせて11代目シビックと車体の基本設計を共有する姉妹車となっている。

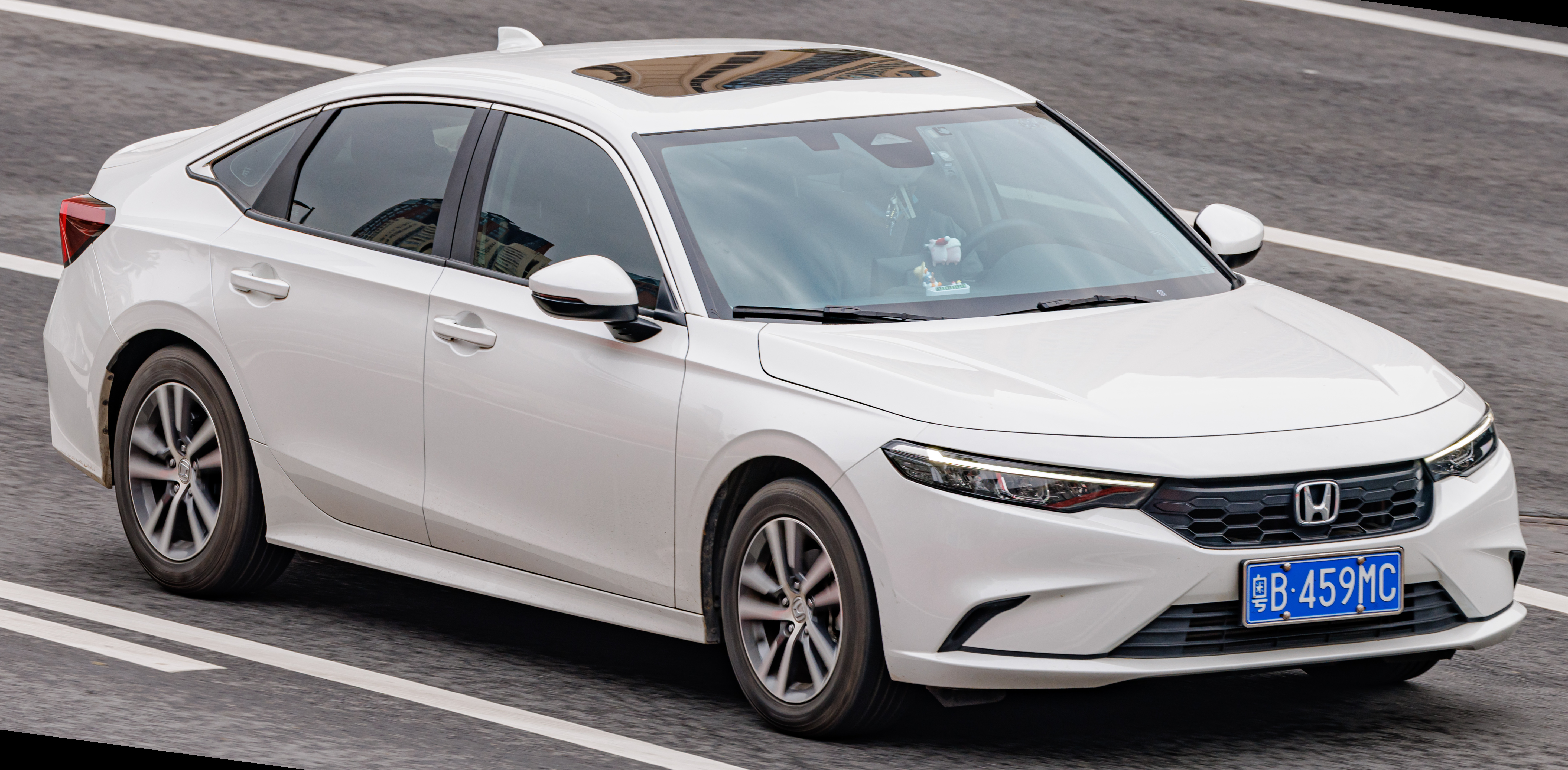
4ドアセダン 中国仕様

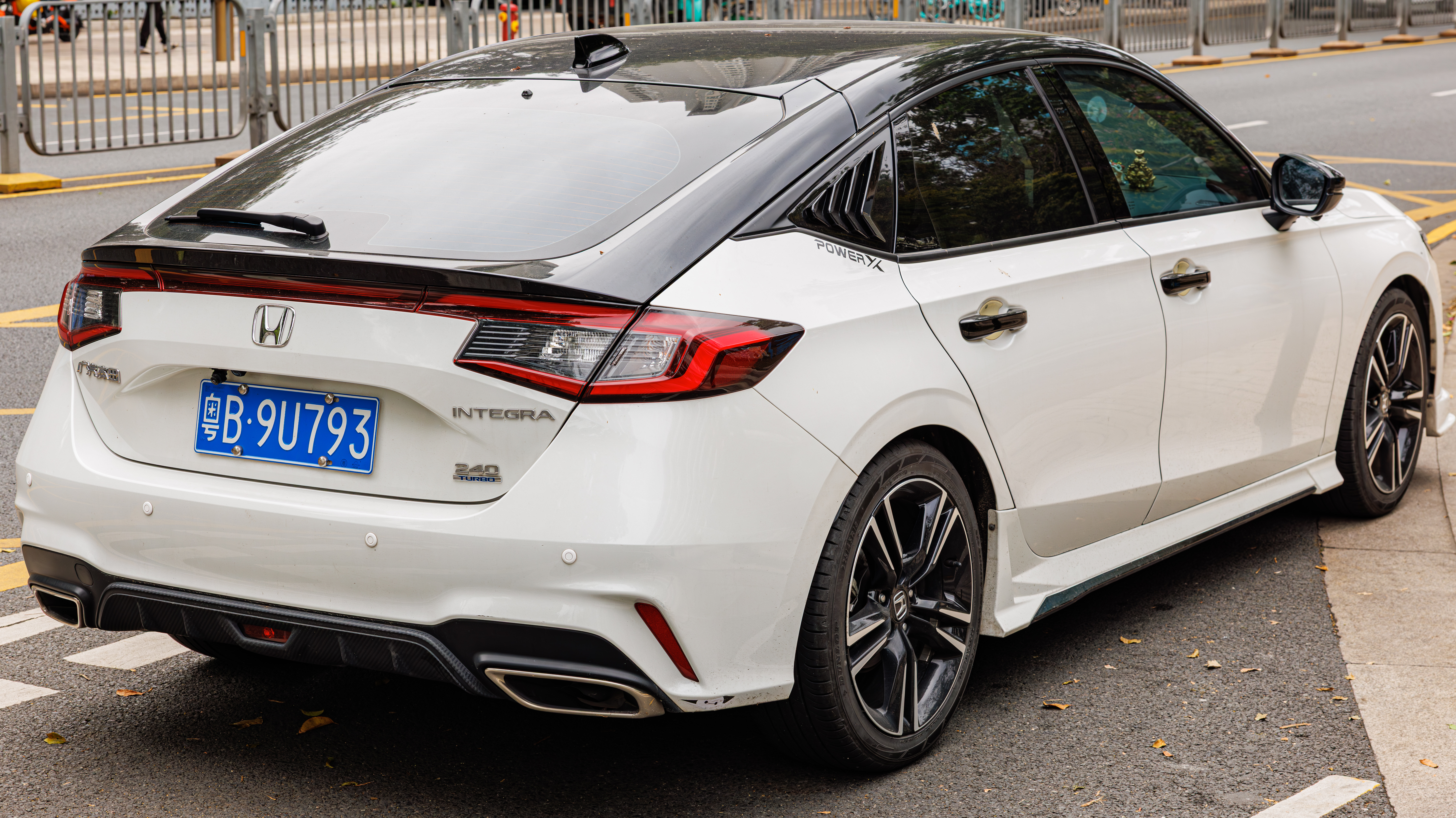
5ドアハッチバック 中国仕様

2021年9月28日、先に東風本田汽車から発売されていたシビックセダン（通算11代目、日本市場未発売）の広汽本田汽車版として、中国市場で「インテグラ」の名が復活し、同年第4四半期から発売。外観の差異のみならず、搭載される1.5L VTECターボエンジンが高出力の134kW仕様のみとなり、シビックにない6速MT車も設定されるなど、よりスポーティな性格付けがなされている。ボディサイズは全長4,689mm×全幅1,802mm×全高1,415mm。 シャシーは、フロントがマクファーソン、リアがマルチリンクの独立懸架式、サブフレームは高剛性のアルミニウム合金製を使用する。
2022年12月にはハイブリッド版の「インテグラe:HEV」を発表した。直噴2.0L直列4気筒ガソリンエンジンに、デュアルモーターを組み合わせた第4世代のi-MMDを搭載。モーターは最大出力183hp、最大トルク32.1kgmとなる。動力性能は3.0LV6エンジンと同等となる。燃費は22.7L/km（WLTC）。
2023年2月28日、広汽ホンダがハッチバック版としてインテグラ・ハッチバックを発表した。シビックハッチバックの兄弟車で、こちらはフロントグリルがハニカムメッシュパターンで、バンパー中央のみに開口部を備え、バンパーにフォグランプは装備されないことが差異として挙げられる。

## 5代目 北米仕様（アキュラ） DE4/5型（2022年-　）

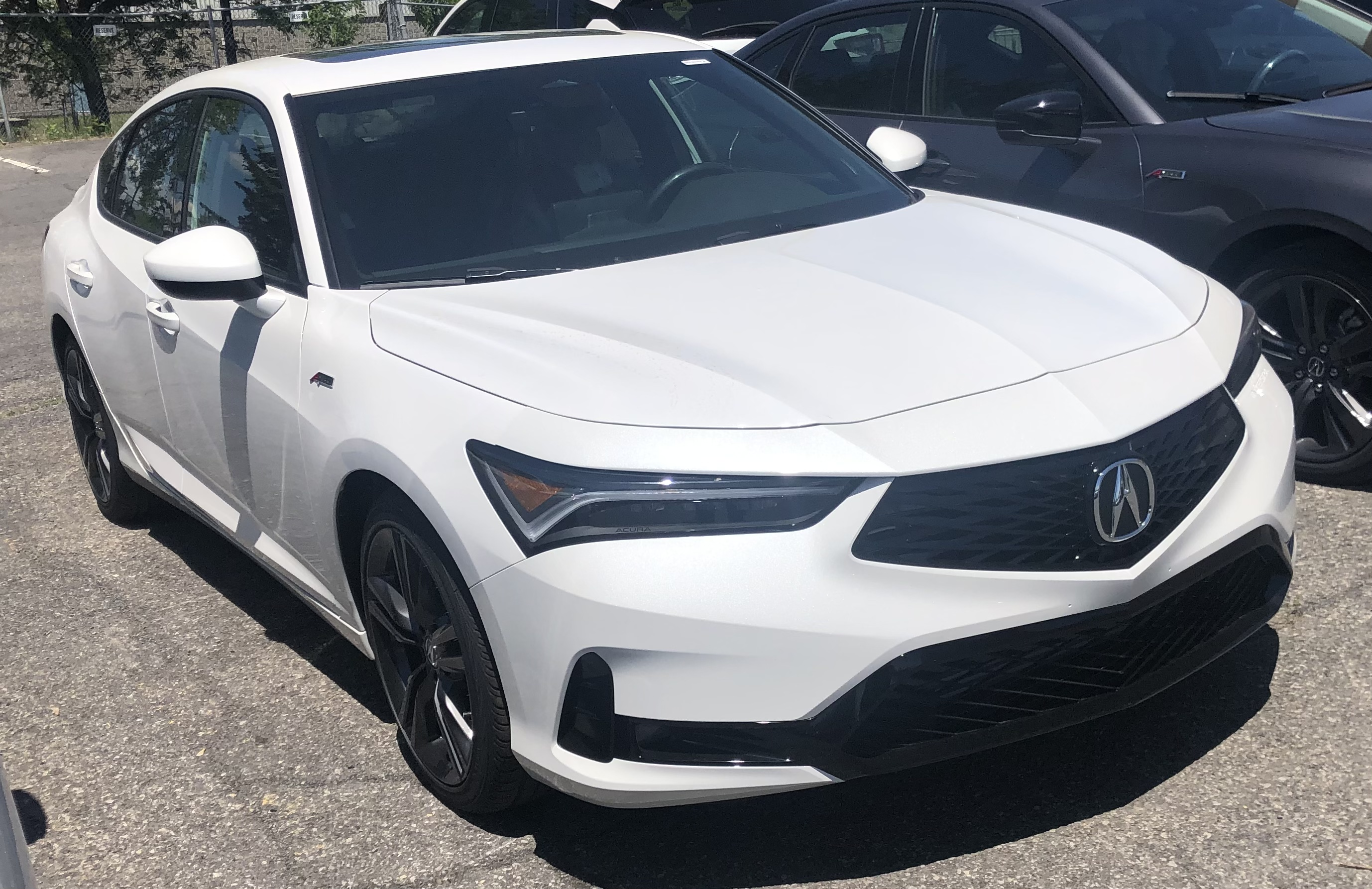
5ドアハッチバック 北米仕様

2021年11月11日、ロサンゼルスにて行われたイベントでプロトタイプが初公開された。2022年モデルとして販売開始。ボディスタイルは5ドアハッチバックのみで、ILXに代わるモデルとして再導入された。
1.5L VTECターボエンジンを搭載し、6速MT車も設定されるほかLSDが装備される。モデルコードは「DE4」で、第11世代シビックと同じプラットフォームを使用している。
インテリアは、A-SPECでは革巻きのステアリングホイール、フロントシートはメモリー機能およびシートヒーターを装備した、12段階の調整式パワーシートとなる。10.2インチのデジタルメーター（最大8000回転・160マイル）はカスタマイズが可能。のちに追加されたタイプSはモータースポーツを意識したインテリアデザインになっており、特別仕様のステアリングホイール、ダークチタン製のシフトノブ、ウルトラスエードによるスポーツシートが装備されている。テクノロジーパッケージ装着車ではAlexa内蔵の9インチタッチスクリーンのセンターディスプレイやELS STUDIO 3Dなどが搭載される。センターディスプレイはApple CarPlay、Andoid Autoの互換性がある。ELS STUDIO 3Dは2つのサブウーファー、1つのカーゴ一体型サブウーファーを含んだ16のサラウンドスピーカーで構成される。ヘッドアップディスプレイは速度、AcuraWatch、ドライバーアシスト、アラートなどが表示される。その他ワイヤレス充電、AcuraLinkが装備されている。荷室スペースは全グレードでフルフラットが可能な60/40分割式。
セーフティテクノロジーは全グレードに標準装備され、衝突被害軽減ブレーキ（CMBS）、路外逸脱抑制機能（RDM）、アダプディブ・クルーズ・コントロール（ACC）、車線逸脱支援システム（LKAS）、その他歩行者検知機能、交通標識の認識機能、渋滞アシスト、死角情報システム、リアクロストラフィックモニターが含まれる。またA-Specにのみ近距離衝突軽減ブレーキが装備される。
2022年6月に発売。
2022年11月1日、SEMAショーでBMXアスリート、ココ・ザリタがAutotunedとコラボした、インテグラ・プロジェクト・ココ・ザリタを発表。
2022年12月5日（現地時間）、アキュラが高性能モデル「タイプS」のプロトタイプを公開。
2023年1月11日、2023北米カー・オブ・ザ・イヤーを受賞。
2023年4月14日（現地時間）、インディカーレース「アキュラ グランプリ オブ ロングビーチ」において、新型「インテグラ タイプS」を発表。

## 車名の由来
- 「統合する、完全なものにする」を表す「Integrate（インテグレート）」から作られた造語である[26]。この車名は1982年7月発売の二輪車・CBX400Fインテグラで初めて採用され、その後、CB750F、CBX550F、VT250F、MBX80、VF400Fとフルフェアリング標準装備各車に採用されていた。四輪のインテグラ販売終了後は再び二輪車での車名に採用されている。詳しくはホンダ・インテグラ (オートバイ)を参照。

### 注記
1. ↑  5ドアハッチバックは先代のクイント、3ドアクーペの発売から1年半遅れて登場した4ドアセダンは、同時に廃止となったバラードセダン購買層の受け皿として設定された。4ドアセダンは5ドアハッチバックの後部をトランクとして独立した。
2. ↑  CMソングも1作目の主題歌が用いられていた。
3. ↑  なお、この頃からパーキンソン病を発症し、後に俳優業を暫く休止することになる。
4. ↑  ただしRXiと異なりホイールキャップが装備される。
5. ↑  モデルの詳細については明らかにされていないが、ベストカー編集部は2017年に宮内庁に取材した結果に基づき、納入価格などから廉価モデルの「RX」と推測している[4]